# Gigi Ibrahim
Gigi Ibrahim, chiamata anche Gihan Ibrahim (in arabo جيهان إبراهيم‎?; Long Beach, 24 febbraio 1986), è una giornalista, blogger e attivista politica egiziana nata negli Stati Uniti da genitori egiziani. Ha svolto un ruolo fondamentale durante la primavera araba e la rivoluzione egiziana del 2011, grazie ai suoi post su Twitter, diventando un volto degli eventi per gran parte dei media occidentali. Fa parte di una nuova generazione di “giornalisti cittadini” che fanno reportage attraverso i social media come blog, Twitter o Facebook.

## Biografia
Ibrahim è nata a Long Beach, in California, da genitori egiziani. Quando aveva un anno, la famiglia è tornata in Egitto. Dopo la morte della madre, nel 2001 è ritornata in California con il padre e la sorella, all'epoca aveva 14 anni. In California ha iniziato a frequentare una scuola superiore cattolica locale.
Mentre Ibrahim era alla sua seconda settimana di lezione a scuola, si sono verificati gli attacchi dell'11 settembre. Il giorno successivo, gli agenti del Federal Bureau of Investigation hanno perquisito la casa degli Ibrahim, spiegando che un vicino aveva chiamato telefonicamente per denunciare la famiglia. Le preoccupazioni del vicino erano il fatto che lo zio di Ibrahim a volte usciva di notte mentre parlava in arabo durante le telefonate e un camion U-Haul era stato recentemente parcheggiato fuori dalla loro casa. Essendo l'unica musulmana della sua classe, a Ibrahim è stato anche chiesto di fare una presentazione sull'Islam nella sua scuola nonostante la sua famiglia non fosse molto religiosa. L'esperienza ha portato Ibrahim a rendersi conto che la sua vita sarebbe stata diversa perché era musulmana ed egiziana.
In quegli anni Ibrahim ha acquisito un crescente interesse per la politica. È stata coinvolta in un gruppo che sosteneva i diritti degli immigrati clandestini negli Stati Uniti in risposta a quella che considerava l'applicazione discriminatoria della legge sull'immigrazione da parte degli agenti di polizia locale, ed è stata anche coinvolta nell'attivismo pro-palestinese. Tuttavia, all'epoca era in gran parte all'oscuro degli eventi politici in Egitto e si recava in Egitto solo raramente.

### Attivismo politico
Ibrahim si è diplomata alla Cornelia Connelly High School nel 2005, e poi ha frequentato l'Orange Coast College. Si è trasferita all'Università americana del Cairo nel 2008 all'età di 22 anni, dove è stata coinvolta nella politica locale dell'Egitto assistendo a dibattiti (in uno il suo futuro marito, Hossam el-Hamalawy, è stato un relatore fornendo informazioni sull'attivismo nel paese) e ha partecipato alle proteste per tutto il 2009 e il 2010. Durante questo periodo, è stata coinvolta con i socialisti rivoluzionari. Si è laureata nel 2010 in scienze politiche. Prima della Rivoluzione di Gennaio, non aveva mai avuto rapporti con manifestanti o movimenti di opposizione, anche a causa delle sue origini: suo padre faceva infatti parte dell'élite egiziana contro cui si batteva, fonte di molti conflitti all'interno della sua stessa famiglia. 

### Le proteste in Egitto nel 2011

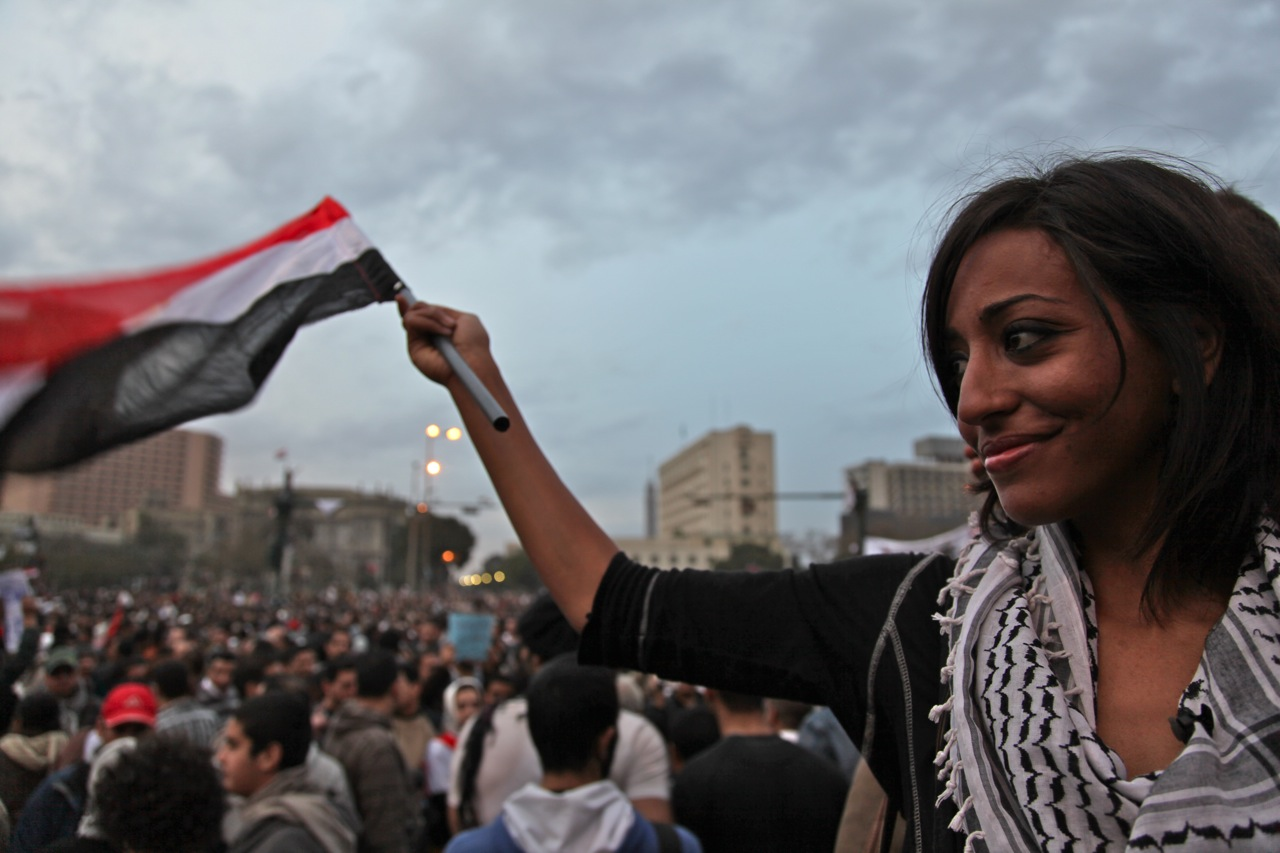
Ibrahim ad una protesta nel febbraio 2011 mentre sventola una piccola bandiera egiziana

Ibrahim ha raccontato ad Al Jazeera che il suo attivismo politico è iniziato quando ha cominciato a parlare con persone coinvolte nel movimento operaio e che la sua famiglia si trovava a disagio per la sua partecipazione alle proteste. È stata coinvolta nella rivoluzione egiziana del 2011 come organizzatrice, inoltre si è impegnata nel "citizen journalism" utilizzando i social media, incluso Twitter, mentre partecipava alle proteste "per diffondere informazioni accurate e dipingere un quadro sul campo". Ibrahim e altri giovani egiziani hanno svolto su Twitter un ruolo di primo piano nell'organizzare gli eventi del 25 gennaio 2011. I suoi tweet hanno anche contribuito a documentare arresti e violenze della polizia tra i partecipanti alle manifestazioni per i diritti umani.
Nell'ottobre 2011, Ibrahim ha riferito di essere stata brevemente arrestata durante le riprese di un'azione di sciopero dei lavoratori dei trasporti pubblici al Cairo ed è stata rilasciata dopo aver accettato di cancellare il suo filmato.
Nell'inverno del 2012, Ibrahim aveva più di 30.000 follower su Twitter ed era attiva nelle proteste contro il Consiglio supremo delle forze armate. I media occidentali l'hanno trattata come un volto della rivoluzione.

### Sulla copertina di Time
Ibrahim è diventata un volto degli eventi in Egitto per gran parte dei media. È apparsa regolarmente sulla CNN, a volte in diretta dalle proteste del 2011, e ha anche riferito in diretta delle proteste su Al Jazeera Le sue opinioni politiche sono state raramente menzionate nei media occidentali.
Judy Woodruff ha descritto Ibrahim come "un simbolo della rivolta" su PBS NewsHour. Al Daily Show, Ibrahim ha detto a Jon Stewart che inizialmente si era unita alle proteste a causa di un corso che aveva frequentato all'Università americana del Cairo chiamato "Mobilitazione sociale sotto regimi autoritari". Il New York Times ha condotto un'intervista con lei usando Skype, e un episodio di Frontline del febbraio 2011, intitolato "Gigi's Revolution", ha esaminato il suo rapporto con la sua famiglia egiziana d'élite e "i suoi tentativi di convincere la famiglia della giustezza della sua causa". Il 14 febbraio 2011, è apparsa in un talk show inglese di Al Jazeera insieme ad Alaa Abd El-Fattah e Mohamad Waked per discutere degli eventi in Egitto dopo la caduta di Hosni Mubarak. È apparsa anche sulla copertina del numero del 28 febbraio 2011 della rivista Time come "uno dei leader" di piazza Tahrir. Il suo commento: "Mentre Internet è stato importante per il coordinamento delle persone nel rovesciamento del presidente Hosni Mubarak, sono state le battaglie nelle strade ad essere cruciali... è stato il loro potere a fare la rivoluzione". In seguito ha criticato l'articolo di quel numero dicendo che l'Occidente "ha bisogno di credere che non avremmo potuto [rendere possibile la rivoluzione] senza i loro giocattoli digitali".

### Dopo il colpo di stato del 2013
Nel luglio 2013, molti militanti della rivoluzione hanno scelto di andarsene dopo il colpo di stato egiziano del 2013, ma Ibrahim è rimasta. A partire da luglio 2013, Ibrahim viveva a Nasr City e ha continuato a partecipare all'attivismo e alle proteste. Nell'agosto 2013, faceva parte di un gruppo chiamato Third Square che si è riunito in Sphinx Square a Giza per protestare sia contro il governo militare che contro i Fratelli Musulmani.
Dopo il golpe del 2013, il marito di Ibrahim è andato in esilio perché voleva continuare a fare il giornalista, mentre lei ha fondato un'azienda di produzione di scarpe al Cairo. Nel gennaio 2021, ha detto a Jeune Afrique che era pericoloso protestare ed essere una giornalista che non lavorava per conto del regime, spiegando che "ora viviamo sotto un dittatore peggiore di Mubarak [...] Qualsiasi protesta è punibile con sanzioni. La protesta ora si svolge clandestinamente".
Un articolo del settembre 2021 su The National ha identificato Ibrahim come la comproprietaria dell'azienda di produzione di scarpe del Cairo, Bulga, fondata nel 2016, insieme all'artigiana Mona Sorour. Ibrahim gestisce la pubblicità, le pubbliche relazioni e le vendite per l'azienda, che prende il nome dal tradizionale balgha. Le scarpe sono progettate attraverso la collaborazione con gruppi in varie regioni dell'Egitto e prodotte in più laboratori in tutto il paese, utilizzando esclusivamente materiali e manodopera egiziana; Ibrahim ha citato il declino dell'artigianato tradizionale derivante dall'aumento della produzione di massa.
Ibrahim ha un passaporto statunitense e potrebbe lasciare l'Egitto. Nell'ottobre 2021, ha spiegato al New Yorker la sua decisione di rimanere nel Paese, dicendo che "forse qui sono una cittadina di seconda classe come donna egiziana, ma [negli Stati Uniti] sono una terrorista di seconda classe".